# Teckel à poil dur
 (février 2016).
Si vous disposez d'ouvrages ou d'articles de référence ou si vous connaissez des sites web de qualité traitant du thème abordé ici, merci de compléter l'article en donnant les références utiles à sa vérifiabilité et en les liant à la section « Notes et références ».

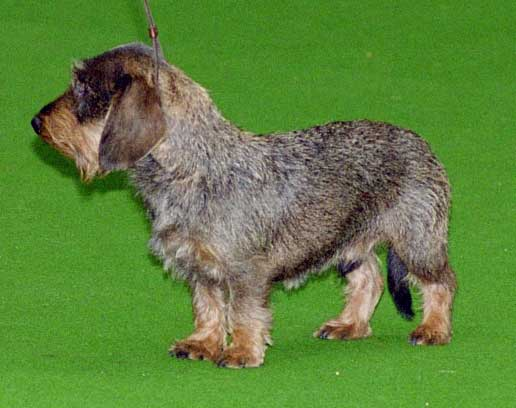
Teckel.

Le teckel à poil dur est réputé pour être le plus sociable et le plus docile de tous les teckels. C'est également le teckel le plus recherché[réf. nécessaire]. Il est originaire d'Allemagne.
À l'origine, le teckel est un chien de chasse et de recherche au sang (ce qui a pour but de rechercher les animaux morts ou blessés à partir de traces de sang).
Il existe trois tailles (taille adulte à 15 mois) : standard (+ de 35 cm de tour de poitrine ; poids : inférieur à 9 kg), naine (maximum 35 cm de tour de poitrine ; poids : 4 kg environ ), kaninchen (maximum 30 cm de tour de poitrine ; poids : 3,5 kg environ). Pour ce qui concerne la hauteur, la proportion idéale est de 1/3 entre le sol et le point le plus bas de la poitrine et 2/3 entre ce point et le garrot.
La robe des teckels à poil dur est généralement brun et feu, mais peut aussi, plus rarement, être caramel. Il y a aussi des robes couleur sable, rarement arlequin et très rarement chocolat.
C'est un chien calme. Il est très attachant et ressent de vraies émotions.